# Awaji (eiland)
Awaji (Japans: 淡路島, Awaji-shima) is een eiland in de prefectuur Hyogo in Japan. Het eiland ligt in het oostelijke gedeelte van de Japanse Binnenzee, tussen de eilanden Honshu en Shikoku. De naam Awaji betekent oorspronkelijk "de weg naar Awa".

## Geografie
Het eiland wordt van Honshu gescheiden door de Akashistraat, en van Shikoku door de Straat van Naruto. Sinds 5 april 1998 is het eiland verbonden met Kobe via de Akashi-Kaikyo-brug, de langste hangbrug ter wereld.
Het eiland wordt in tweeën gedeeld door de Nojima-breuk, welke verantwoordelijk was voor de aardbeving van Kobe in 1995. Een stuk van de breuk is beschermd gebied, en maakt nu deel uit van het Museum ter bescherming van de Nojima-breuk (野島断層保存館) in het aardbevingsherdenkingspark van Hokudan (北淡町震災記念公園, Hokudan-cho Shinsai kinen kōen).

## Geschiedenis
Volgens de scheppingsmythe van het Shintoïsme, was Awaji het eerste van de ōyashima-eilanden dat werd geboren uit de twee kami Izanagi en Izanami. Awaji was van de 7e tot en met de 19e eeuw een provincie, en vormde onderdeel van de regio Nankaidō. Tegenwoordig bestaat het eiland uit drie steden: Awaji, Sumoto en Minamiawaji.
De Awaji Ningyō-Jōruri, een meer dan 500 jaar oude vorm van traditioneel poppentheater, wordt nog dagelijks opgevoerd in het Awaji Ningyō-Jōruri Hall (人形浄瑠璃館) in Minamiawaji (Hyōgo). Dit theater wordt gezien als een immaterieel cultureel erfgoed van Japan.

## Kaarten

De stad Awaji
De stad Sumoto
De stad Minamiawaji

## Galerij

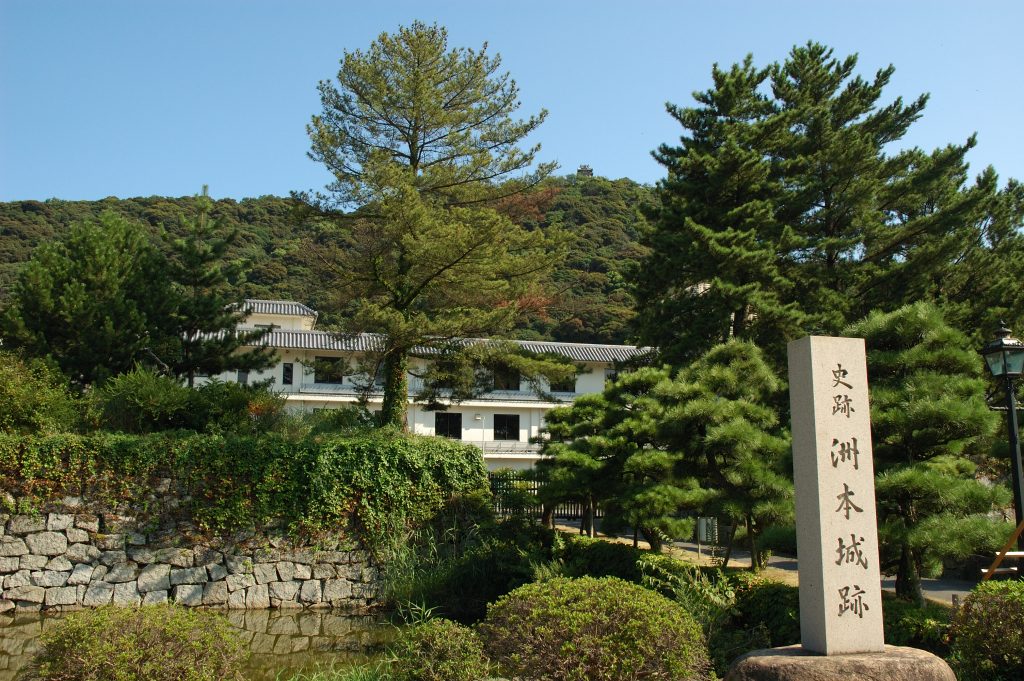
Kasteel Sumoto
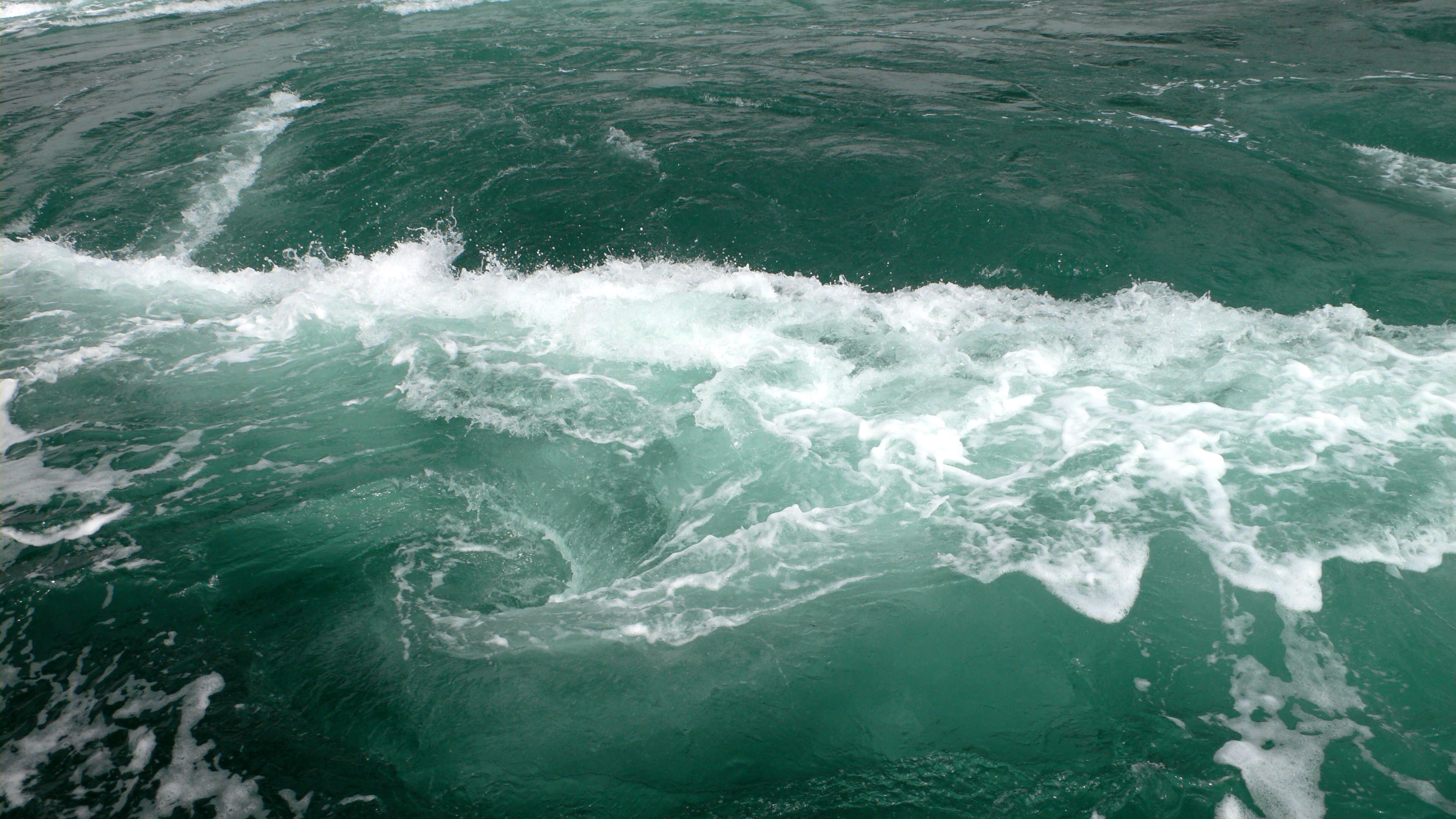
Naruto-draaikolk
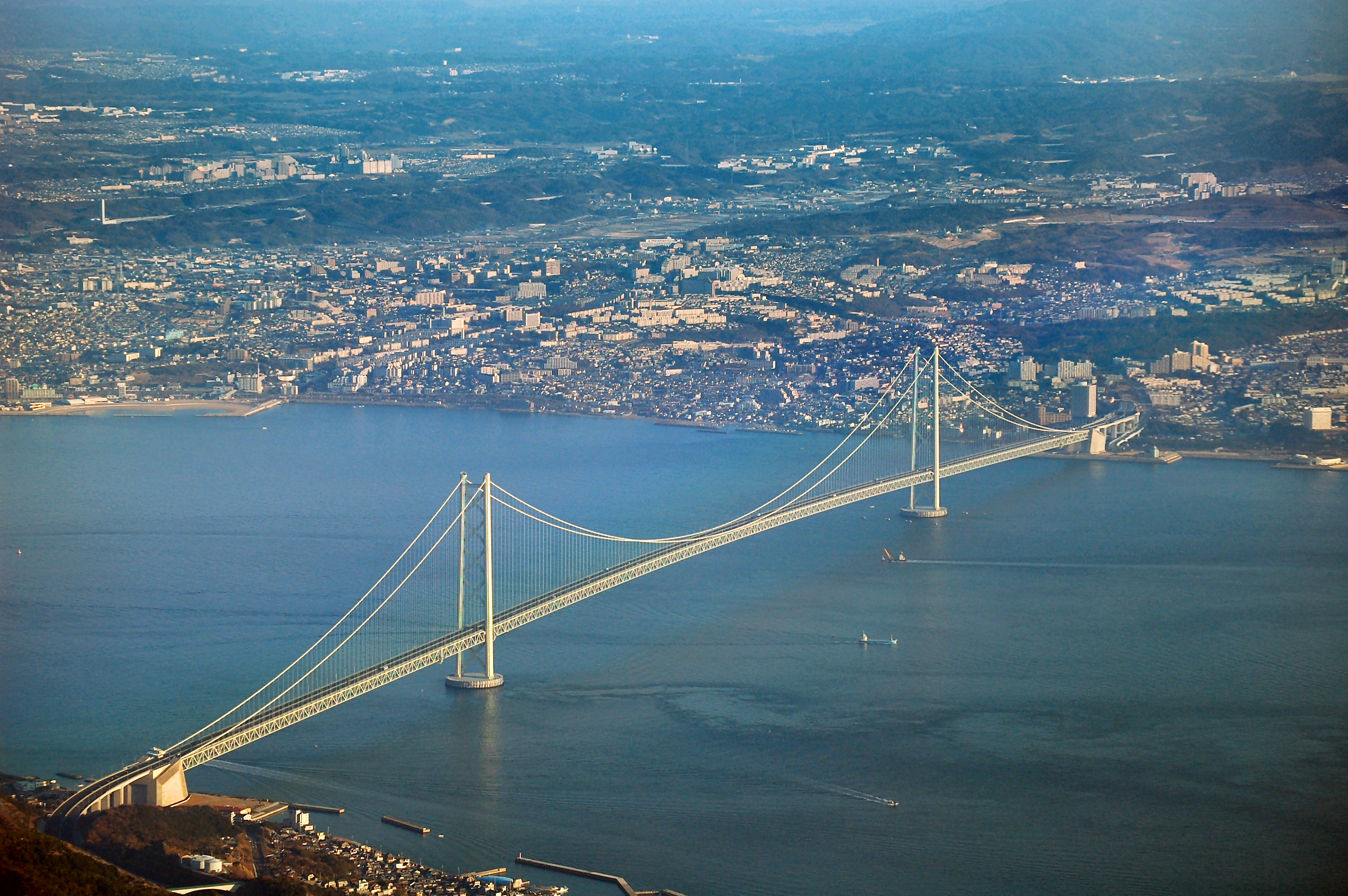
Akashi-Kaikyō-brug